# Cordylochernes fallax
Cordylochernes fallax är en spindeldjursart som beskrevs av Beier 1933. Cordylochernes fallax ingår i släktet Cordylochernes och familjen blindklokrypare. Inga underarter finns listade i Catalogue of Life.